# Стори (Вајоминг)
Стори (енгл. Story) насељено је место без административног статуса у америчкој савезној држави Вајоминг.

## Демографија
По попису из 2010. године број становника је 828, што је 59 (-6,7%) становника мање него 2000. године.
| Група             | 2000.       | 2010.       |
| Белци             | 868 (97,9%) | 802 (96,9%) |
| Афроамериканци    | 1 (0,1%)    | 0 (0,0%)    |
| Азијати           | 2 (0,2%)    | 2 (0,2%)    |
| Хиспаноамериканци | 12 (1,4%)   | 14 (1,7%)   |
| Укупно            | 887         | 828         |